# Wangchuk Namgyal
Wangchuk Tenzing Namgyal (* 1. April 1953 in Gangtok) ist der zweite Sohn von Palden Thondup Namgyal, dem letzten souveränen König von Sikkim.
Namgyal wurde in England erzogen und 1982 zum 13. Chögyal von Sikkim gekrönt. Ursprünglich war sein älterer Bruder Kronprinz Tenzing Namgyal für den Thron vorgesehen, dieser verstarb aber bei einem Verkehrsunfall. Seit der Annexion Sikkims durch Indien 1975 ist der Chögyal von Sikkim nur noch Thronprätendent; sein Einfluss beschränkt sich auf religiöse Angelegenheiten.
Nicht zu verwechseln ist Wangchuk Namgyal mit dem König des Nachbarlandes Bhutan, König Jigme Khesar Namgyel Wangchuck.